# Lasset die Kindlein…
Lasset die Kindlein… ist ein 1976 geschaffener Film des Fernsehens der DDR von Evelyn Rauer nach der gleichnamigen Erzählung von Wolfgang Kohlhaase.

## Handlung
Alle zwei Wochen fährt der 30 Jahre alte Jochen Biesener mit seinem Motorrad nach Hause zu seinen Eltern. Er arbeitet auf einer 80 Kilometer entfernten Großbaustelle als Zimmermann. Jochen hat den gleichen Beruf gewählt wie sein Vater, jedoch haben sich die Aufgaben auf dem Bau in diesem Beruf im Laufe der Jahre geändert. Der Rentner Josef Biesener wohnt in einem kleinen Häuschen  am Rande einer Kleinstadt und seine Frau wartet bereits mit dem Essen, wenn ihr Sohn seine Maschine durch das Hoftor schiebt. Die Gespräche während der Mahlzeit fallen immer sehr dürftig aus, jedoch taucht hin und wieder die Frage nach einer Freundin auf, worauf Jochen jedoch keine Antwort geben kann, da er keine hat. Am Nachmittag trifft er sich mit seinen Motorradfreunden und am Abend geht er zum Tanz, aber das Talent hier Mädchen anzusprechen, fehlt ihm. So vergeht das Wochenende und das geht alle 14 Tage so.
An einem dieser Wochenenden geht Jochen mit seinem Vater auf dessen täglichen Spaziergängen mit. Hier erzählt er ihm, dass er heiraten will und die Frau bei einem Betriebsvergnügen kennengelernt hat. Doch kennt er sie, die Irmchen heißt, schon länger, denn sie arbeitet im gleichen Betrieb in der Kantine und gibt das Essen aus. Als er seinem Vater aber sagt, dass Irmchen bereits ein Kind hat, ist dieser nicht begeistert, denn seine Kinder macht man selbst. Während eines seiner nächsten Besuche zu Hause erzählt Jochen, dass seine Braut noch ein zweites Kind hat. Der Vater ist entsetzt, doch Jochen wiegelt ab und sagt, dass eins von ihrem ehemaligen Mann ist. Für Josef ist das zu viel, denn zwei Kinder und geschieden, das kann er nicht vertragen. Er regt sich darüber auf, dass sein Sohn erst keine Freundin hatte und jetzt eine „Solche“. Daraufhin verlässt Jochen umgehend sein Elternhaus, ist aber 14 Tage später wieder daheim, um das Dach des Anbaus zu reparieren. Während der Vater spazieren geht, versucht Jochen der Mutter beizubringen, dass er die Frau liebt und dass es doch nichts ausmacht, ob sie zwei oder drei Kinder hat. Als seine Mutter etwas von drei Kindern hört, bricht auch für sie eine Welt zusammen.
In der nächsten Zeit verkehrt Jochen mit seinen Eltern nur noch schriftlich. Eines Tages fragt er an, ob sie in den Ferien ein 8-jähriges Mädchen aufnehmen wollen. Obwohl Josef behauptet, dass ihn das alles nichts angeht, holt er die Tochter Irmchens vom Bahnhof ab. Nach dem Essen geht er wie immer spazieren und nimmt das Kind mit. In dem Gespräch erfährt er, dass Jochens Braut sechs Kinder hat. Nun tritt erneut eine Ruhepause bei Jochens Besuchen ein. Im Winter besucht er aber seine Eltern und bringt seine schwangere Braut mit. Das erste Zusammentreffen ist sehr steif und das Essen sowie die Unterhaltung schleppen sich dahin. Als Irmchen aber nach dem Essen beim Aufräumen mit zupackt und den Küchentisch sauber wischt, ist eine erste Annäherung zu spüren.

## Produktion
Die Erstausstrahlung dieses Schwarzweißfilms erfolgte am 5. Dezember 1976 im 1. Programm des Fernsehens der DDR.
Die Dramaturgie lag in den Händen von Eva Nahke.

## Kritik
In der Kritik der Neuen Zeit schrieb Mimosa Künzel:

„Mit nahezu pathologischer Gründlichkeit forschen und sezierend geht hier die Regie zu Werke, schafft eine exakt und scharf beobachtete, konsequent im eigenwilligen Stil durchgehaltene Studie — von allerdings merkwürdig beklemmender Atmosphäre. Das ist ein Film, der zum Nachdenken zwingt, zur Auseinandersetzung.“

In der Berliner Zeitung stand zu lesen:

„Da brauchen sich keine Bilder von Großbaustellen einzublenden, um die genaue Gegenwart sichtbar zu machen. Es bleibt beim beredten Blick rund um den Familientisch. Auf Menschen, in Menschen, die neue Hauser bauen auf neue Art bewohnbar machen. Einfache, fleißige menschliche Menschen. Man mußte in diesen Film genau hineinsehen. um all seine gütigen und komischen, rauhen und zärtlichen Töne aufzufangen, seine am originellen Ausnahmefall aufgespulten ganz selbstverständlichen Seiten unseres Lebens zu erkennen.“